# Chụp cộng hưởng từ Dotarem
Chụp cộng hưởng từ Dotarem (viết tắt: MRI Dotarem) là tên một nhóm các phương pháp khảo sát cộng hưởng từ với Dotarem .

## Sơ lược về Dotarem
Dotarem có dược chất là gadoteric acid là một thuốc tương phản từ mạch vòng, lõi của vòng này là Gd 3+ nên có độ an toàn sinh học cao, không phóng thích Gadonilium tự do nên được tổ chức kiểm soát dược phẩm và thực phẩm Liên Minh châu Âu, Canada. Hoa Kỳ cho phép sử dụng trong mục đích chẩn đoán bệnh lý con người. Các kỹ thuật liên quan đến thuốc này được nghiên cứu và phát triển bởi Guerbet, giúp cho các bác sĩ có thể chẩn đoán được bệnh lý một cách chính xác và dễ dàng hơn .

## Các phương pháp MRI Dotarem[4]

### MRI tưới máu não T2*W với Dotarem

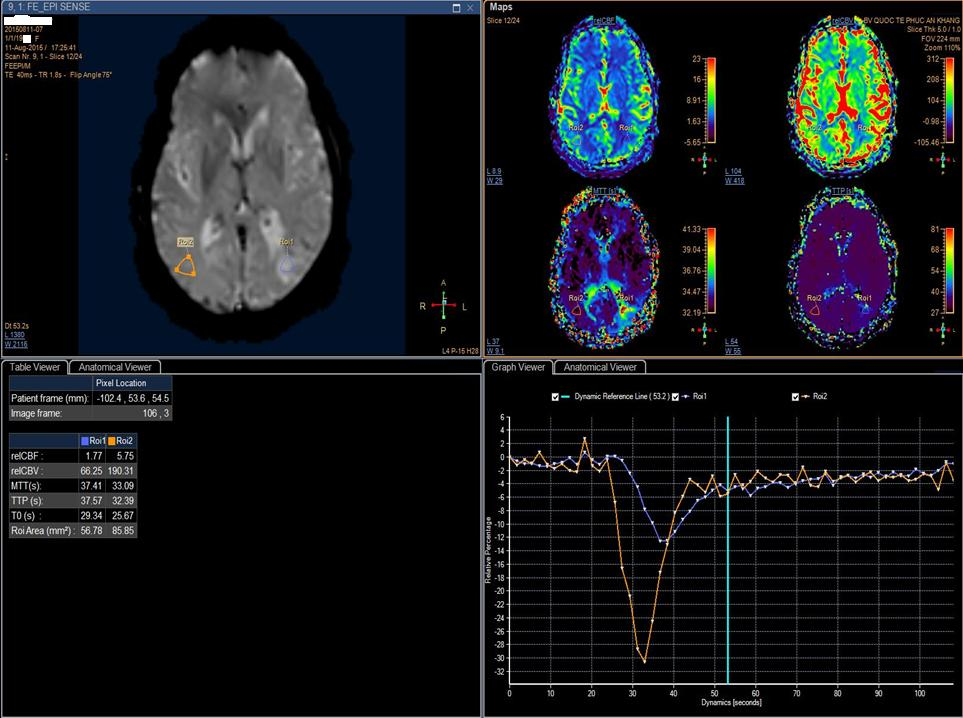
MRI tưới máu T2*W với Dotarem có nhồi máu não bên (P)

Phương pháp này là một kỹ thuật đặc biệt chỉ có thể áp dụng cho não bộ và được thực hiện khi nghi ngờ bệnh nhân có tình trạng nhồi máu não, khi tiêm Dotarem vào cơ thể bệnh nhân sẽ lập được biểu đồ tưới máu não và định lượng được 4 chỉ số: CBV, CBF, MTT, TTP. Nhờ vào 4 chỉ số này mà thầy thuốc có cơ sở đánh giá được tình trạng sống còn của nhu mô não để có thể chọn lựa liệu pháp can thiệp phù hợp cho từng bệnh nhân.

### MRI mạch máu với Dotarem

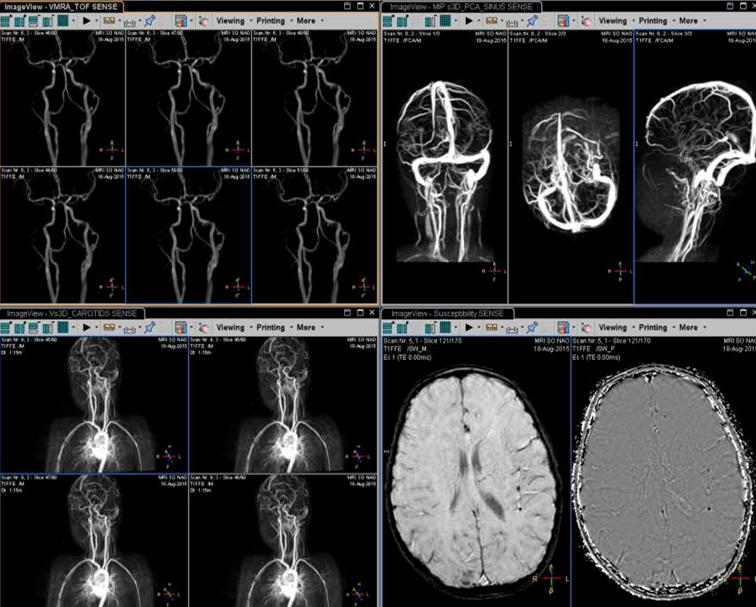
MRI mạch máu với Dotarem

Các bệnh nhân thông thường sẽ có một loạt hình như TOF3D, TOF2D để khảo sát tình trạng mạch máu trong trường hợp có nghi ngờ tắc nghẽn mạch máu hoặc dị dạng mạch máu thì sẽ tiến hành tiêm Dotarem vào cơ thể bệnh nhân. Nhờ vào độ tương phản của Dotarem nên các tình trạng nghẽn hay hẹp cũng như các dị dạng mạch máu được xác định rất dễ dàng, phương pháp này là một phương pháp đánh giá tình trạng mạch máu ít xâm lấn nhất.

### MRI tưới máu cơ bản T1W với Dotarem

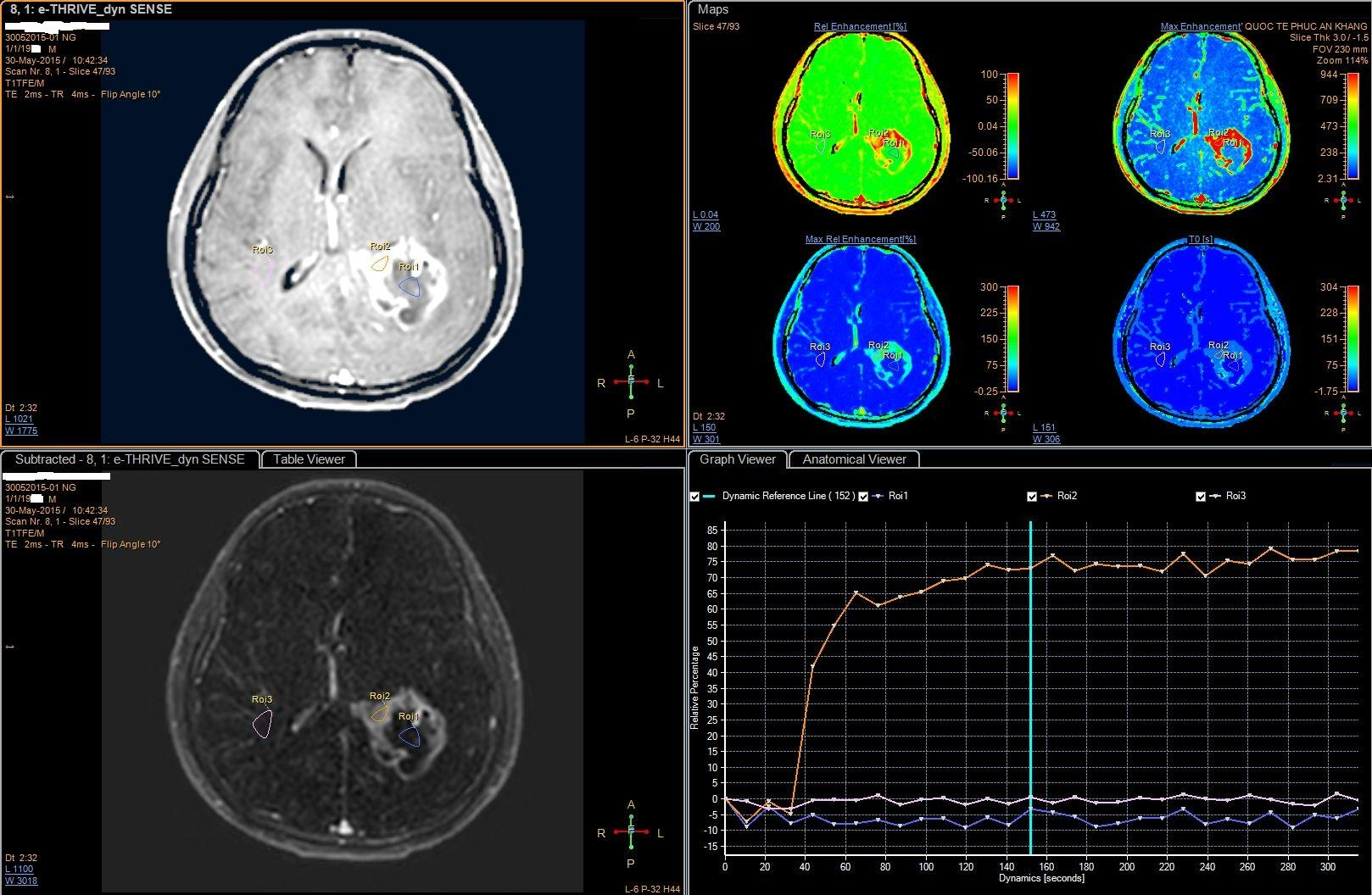
MRI tưới máu T1W với Dotarem có u não ác tính bên (T)

Phương pháp này giúp khảo sát tình trạng tưới máu của một tổn thương, sau khi tiêm Dotarem vào cơ thể người bệnh thì sẽ lập được biểu đồ tưới máu của vùng khảo sát. Nếu tổn thương đó được tưới máu tốt so với mô lành xung quanh thì gợi ý là một u ác tính, trong khi nếu tưới máu kém hơn mô lành xung quanh thì có thể là u lành tính hoặc nhồi máu,....Nhờ vào phương pháp này các thầy thuốc sẽ dễ dàng đưa ra nhận định về loại tổn thương.

### MRI tưới máu cao cấp T1*W với Dotarem

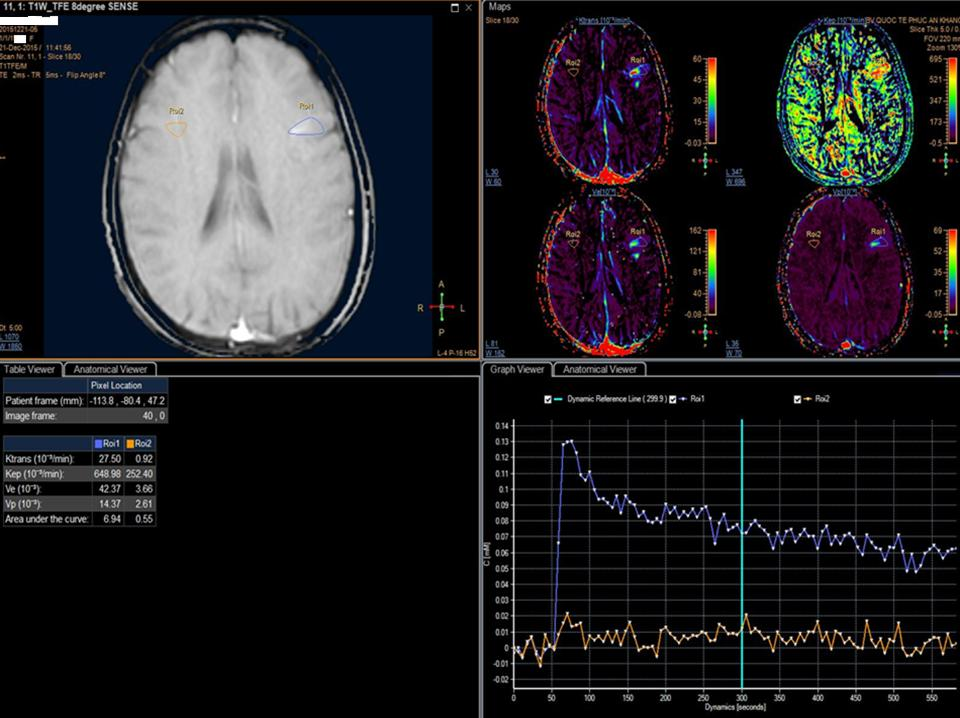
MRI tưới máu T1*W với Dotarem có u não ác tính tại vỏ não bên (T)

Phương pháp này do Tofts đề xuất và cũng là loại MRI tưới máu cao cấp nhất ngoài việc thiết lập được biểu đồ tưới máu như T1W thông thường thì còn có thể định lượng được 4 chỉ số: Ktrans, Kep, Ve, Vp. Các chỉ số này phản ánh tình trạng trao đổi chất ở mức độ tế bào giúp cho người thầy thuốc có cơ sở đánh giá mức độ lành ác của một khối u.